# CBグラナダ
フンダシオン・クルブ・バロンセスト・グラナダ（Fundación Club Baloncesto Granada）は、スペイン・アンダルシア州グラナダを本拠地としているプロバスケットボールチームである。2024-2025シーズンはリーガACBに所属している。スポンサーネームは、コビラン・グラナダ（Covirán Granada）。

## 歴史
フンダシオンCBグラナダは、グラナダ県で、2006年に前身であるCBグラナダの関連団体として設立。
2012年、CBグラナダの解散後に旧チームを引き継いだ。再出発した初年度の2012-13シーズンにプリメーラ・ディビシオン・デ・バロンセスト（5部）のアンダルシア州リーグで2位となってリーガEBA（4部）昇格を果たした。
2017年1月21日、コパLEBプラタ決勝でHLAルセントゥムを80-74で破って初優勝を果たした。
2018年1月28日、コパLEBプラタ決勝でフンダシオン・グローバルカハ・ラ・ロダをオーバータイムの末71-63で破って連覇を果たし、2017-18シーズンのLEBプラタでも1位となってLEBオロ（2部）昇格を果たした。

## 過去の成績
| シーズン  | リーグ                   | 順位           |
| --------- | ------------------------ | -------------- |
| 1994-95   | リーガEBA                | 南地区3位      |
| 1995-96   | リーガEBA                | 南地区1位      |
| 1996-97   | リーガACB                | 13位           |
| 1997-98   | リーガACB                | 16位           |
| 1998-99   | リーガACB                | 17位           |
| 1999-2000 | LEB                      | 10位           |
| 2000-01   | LEB                      | 2位            |
| 2001-02   | リーガACB                | 14位           |
| 2002-03   | リーガACB                | 18位           |
| 2003-04   | LEB                      | 2位            |
| 2004-05   | リーガACB                | 15位           |
| 2005-06   | リーガACB                | 13位           |
| 2006-07   | リーガACB                | 11位           |
| 2007-08   | リーガACB                | 15位           |
| 2008-09   | リーガACB                | 11位           |
| 2009-10   | リーガACB                | 10位           |
| 2010-11   | リーガACB                | 17位           |
| 2011-12   | LEBオロ                  | 18位           |
| 2012-13   | プリメーラ・ディビシオン | 2位            |
| 2013-14   | リーガEBA                | グループD・4位 |
| 2014-15   | リーガEBA                | グループD・3位 |
| 2015-16   | LEBプラタ                | 8位            |
| 2016-17   | LEBプラタ                | 4位            |
| 2017-18   | LEBプラタ                | 1位            |
| 2018-19   | LEBオロ                  | 8位            |
| 2019-20   | LEBオロ                  | 13位           |
| 2020-21   | LEBオロ                  | 2位            |
| 2021-22   | LEBオロ                  | 1位            |

## 歴代所属選手
- ダービン・ハム （1999）
- アール・ワトソン （2019-2020）
- トーマス・ブロープレー（2020-2023）
- ジェームズ・エリソール （2021-2022）
- プリンス・アリ (2022)
- アレックス・レンフロー (2022-2023)
- ルーク・メイ (2022-2023)
- マイク・ムーア (2023)
- クワン・チータム (2023-2024)
- ディエゴ・カペラン （2019-2020）
- エンジェル・ガルシア （2011-2012）
- エリアス・ヴァルトネン (2024-)
- デイビット・クラマー (2023-2024)
- ジョナサン・ルーセル (2023-)
- ヘルマン・マルティネス (2015-2018,2020-2022,2023-2024)
- ダビド・イリアルテ （2017-2024）
- リュイス・コスタ （2020-2024）
- ペレ・トマス （2021-）
- ハコボ・ディアス （2021-2023）
- マイケル・カイセド (2022-2023)
- ママドゥ・ニアン （2021-2023）
- ユッスー・ンドゥイ (2023)
- マリク・ダイム (2024)
- アレハンドロ・ボルトルッシ （2016-2021）
- パウラォン・プレステス （2010-2011）
- アウグスト・リマ （2011）
- クリスティアーノ・フェリシオ (2022-2024)
- ジョー・イングルス （2009-2010）
- スコット・バンフォース (2024-)
- リチャード・ヘンドリックス (2009-2010)
- ジェイコブ・ワイリー (2024-)
- ジョー・トマソン (2023-2024)